# Новоподрезково (Москва)

Генеральный план развития скоростного внеуличного транспорта Москвы, 1990 года.

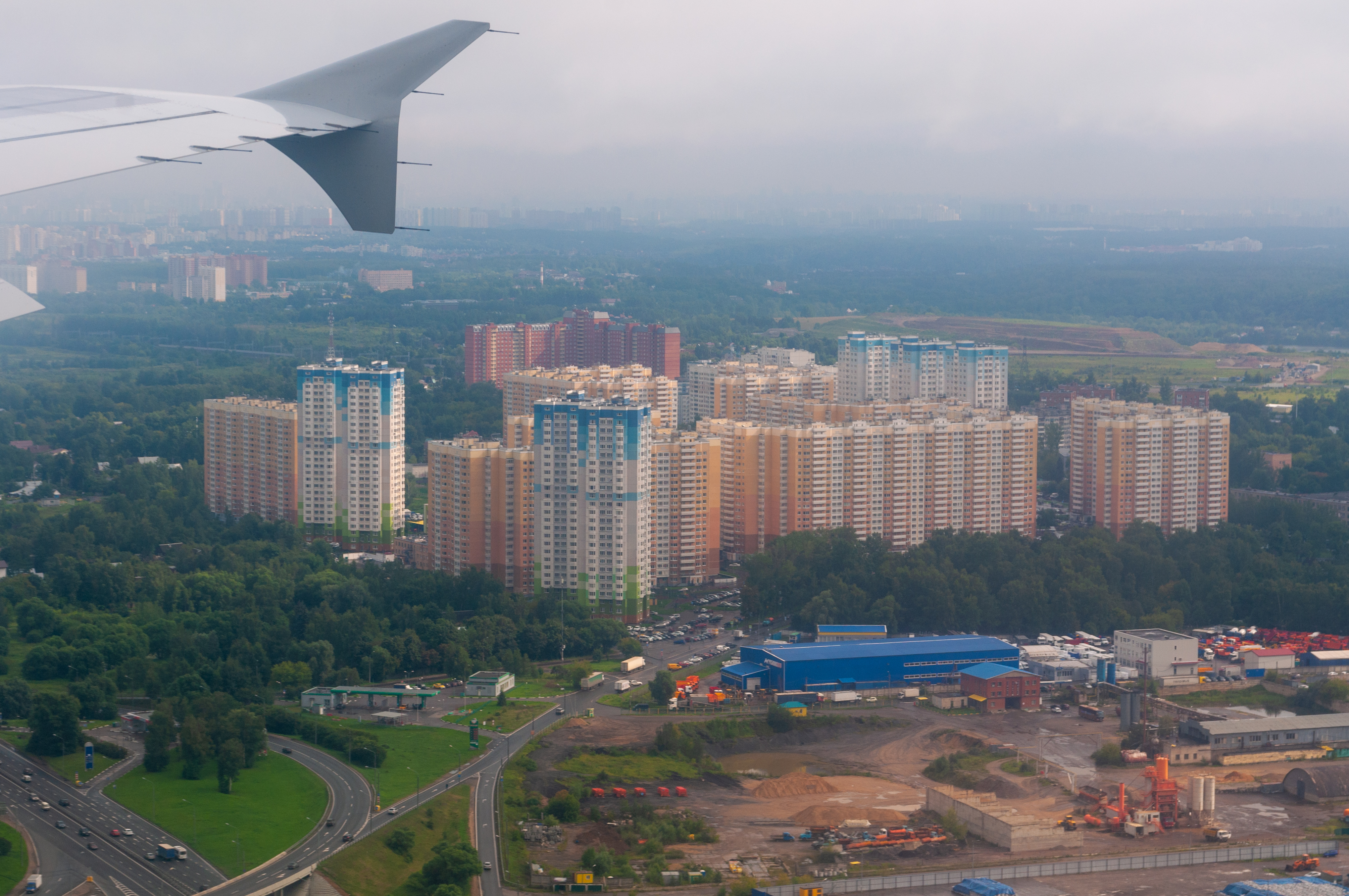
Жилой комплекс «Синявинская» на Синявинской улице в Новоподрезково. Развязка Ленинградского, Шереметьевского шоссе и Комсомольской улицы. Граница Москвы и городского оуруга Химки, 25 июля 2019 года.

Новоподрезково, Ново-Подрезково — структурное образование (микрорайон или часть внутригородской территории), входящее в состав Молжаниновского района города Москвы и непосредственно граничащее с Ленинградским шоссе, микрорайоном Подрезково городского округа Химки.
Кадастровый номер микрорайона: 77:09:0006010. Многие путают микрорайоны субъектов России (Новоподрезково в Москве и Подрезково в городе Химки Московской области) и их границы. В других местах микрорайон граничит с микрорайоном «Молжаниновка», магистралью М-10 или «Россия» (Москва — Санкт-Петербург) и Октябрьской железной дорогой.

## История
История микрорайона начинается с истории посёлка Подрезково, когда здесь была образована железнодорожная платформа Подрезково, в 1908 году, для московских дачников, названная от усадьбы инженера-путейца Н. А. Подрезкова и дачного посёлка с таким же названием (возможно у местности было это название ранее). В 1936 году посёлок начал стремительно застраиваться, и в итоге посёлок Подрезково существенно расширился в сторону Химок и Москвы.
После Великой Отечественной войны в Подрезково вывели из Германии воинскую часть, и для размещения офицеров и солдат было построено десять домов и семь бараков-казарм (в данный момент снесены и построен микрорайон «Синявинская». В то же время велось благоустройство и строительство в посёлке, строились дома, был проложен водопровод, сооружена котельная, возводили промпредприятия.
В 1951 году была открыта платформа Новоподрезково; так же стала именоваться и новая часть посёлка, построенная в послевоенные годы. В 1953 году начала работать Новоподрезковская средняя школа, в 1967 году она переместилась во вновь построенное трёхэтажное здание.
В 1960 году построен завод древесно-стружечных плит (ДСП) МО Союза ССР (с 1963 года — Московский экспериментальный завод древесностружечных плит и деталей, сейчас Общество с ограниченной ответственностью (ООО) «Торговая компания Плитпром») и домов для его рабочих, на месте бывшего рабочего посёлка Метростроя.
В 1963 году Новоподрезково получило статус посёлка городского типа; при этом в его состав был включён посёлок Подрезково. Кроме того, в подчинение Новоподрезковского поселкового совета перешёл посёлок Спартак и форелевое хозяйство «Сходня». Рядом с платформой Подрезково расположены дачный посёлок «Октябрьский» и лыжная база «Динамо».
В 1984 году восемь улиц п.г.т. Новоподрезково (около 200 частных домов и 570 человек), расположенных в восточной части посёлка, вошли в состав Ленинградского района Москвы, а остальная, бо́льшая его часть осталась в Химкинском районе Подмосковья. Существовал план по большому строительству в микрорайоне, под размещение муниципальных и намеченных на продажу типовых и индивидуальных разноэтажных жилых домов общей площадью 1 500 000 — 1 800 000 квадратных метров (в том числе первая очередь строительства — 800 000 м², из них 1997—1998 годах — 400 000 м²) и объектов социальной инфраструктуры города, но ему не суждено было воплотиться в жизнь.
На территории микрорайона расположены улицы:
- Колпинская улица;
- Комсомольская улица;
- Ленинградская улица;
- Подрезковская 1-я, улица;
- Подрезковская 2-я, улица;
- Подрезковская 3-я, улица;
- Сестрорецкая 1-я, улица;
- Сестрорецкая 2-я, улица;
- Сестрорецкая 3-я, улица;
- Синявинская улица;

В микрорайоне по Синявинской улице расположен мини-город — жилой комплекс «Синявинская» (на 209 981 квадратном метре) для военнослужащих, действующих и запаса (54 700 квадратных метров жилья), дом № 11, корпуса № 1, № 2, ..., № 13, № 15, № 16, на декабрь 2016 года, в микрорайоне 14 многоквартирных домов на 4 587 квартир, с Государственным бюджетным общеобразовательным учреждением города Москва «Школа Перспектива» (ГБОУ Школа Перспектива), дом № 11А, на 550 мест, построено одно дошкольное отделение Школы Перспектива (детский сад) на 225 мест, открыто 28 марта 2015 года, и достроено и открыто 1 сентября 2016 года второе дошкольное отделение Школы Перспектива (детский сад) на 300 мест (территория бывшего военного городка, где дислоцировалась 394-я эксплуатационно-техническая комендатура военно-воздушных сил ВС России, расформированная в ноябре 2011 года). Там же в торжественной обстановке был открыт возрождённый Военно-исторический мемориал «Защитникам Отечества».

## Транспорт

### Сообщение со Старой Москвой
Ближайшая к микрорайону станция Московского метрополитена — «Планерная» (автобусные маршруты № 865, № 865к), чуть дальше находятся станции метро «Речной вокзал» (автобусный маршрут № 283) и «Ховрино» (автобусные маршруты № 283, № 283к). Остановки в микрорайоне: «Новоподрезково», «Черкизово», «2-я Подрезковская улица», «1-я Сестрорецкая улица» и «Комсомольская улица» (см. некоторые варианты поездок от станций метро «Планерная» Архивная копия от 4 марта 2016 на Wayback Machine и «Речной вокзал» Архивная копия от 4 марта 2016 на Wayback Machine).
Из Старой Москвы можно также добраться областными автобусами: от станции метро «Речной вокзал» — № 350 Солнечногорского ПАТП Мострансавто и № 400 Зеленоградского автокомбината Мосгортранс (остановка «Черкизово»), № 370, № 482 а/к 1786 г. Химки (Новоподрезково); от станции метро «Войковская» — № 440 Солнечногорского ПАТП (Черкизово).
От Старой Москвы пригородным железнодорожным транспортом можно добраться с Ленинградского вокзала Архивная копия от 27 февраля 2019 на Wayback Machine (станция метро «Комсомольская»), остановочных пунктов Рижская Архивная копия от 20 ноября 2016 на Wayback Machine (станция метро «Рижская», 1 зона), Останкино Архивная копия от 27 ноября 2016 на Wayback Machine (станция метро «Бутырская (станция метро)», 2 зона), Петровско-Разумовское Архивная копия от 30 ноября 2016 на Wayback Machine (станция метро «Петровско-Разумовская», 2 зона), Лихоборы Архивная копия от 17 декабря 2016 на Wayback Machine (МЦК Лихоборы, 2 зона), Моссельмаш Архивная копия от 10 декабря 2016 на Wayback Machine (2 зона), станции Ховрино Архивная копия от 28 сентября 2019 на Wayback Machine (станция метро «Речной вокзал», 2 зона). Конечные остановки следования — Молжаниново Архивная копия от 20 ноября 2016 на Wayback Machine, Новоподрезково Архивная копия от 20 ноября 2016 на Wayback Machine (3 и 4 зона, хотя территориально находятся в Москве) или Подрезково Архивная копия от 20 ноября 2016 на Wayback Machine (4 зона).

### Автобусное сообщение с другими ближайшими населёнными пунктами
Существует автобусное сообщение со следующими подмосковными городами и посёлками по маршрутам: № 350, в Зеленоград, Менделеево, № 440, в Солнечногорск, Клин, Лобня (всё от остановки «Черкизово»).

## Галерея

Памятник павшим в годы Великой Отечественной войны, в бывшем селе Черкизово, фрагмент.
Памятник павшим в годы Великой Отечественной войны, в бывшем селе Черкизово, табличка[12]).
Памятник павшим в годы Великой Отечественной войны, в бывшем селе Черкизово, список имён.